# Diócesis de Guajará-Mirim
La diócesis de Guajará-Mirim (en latín: Guaiaramirensis y en portugués: Diocese de Guajará-Mirim) es una circunscripción eclesiástica de la Iglesia católica en Brasil. Se trata de una diócesis latina, sufragánea de la arquidiócesis de Porto Velho. Desde el 8 de diciembre de 2011 su obispo es Benedito Araújo.

## Territorio y organización

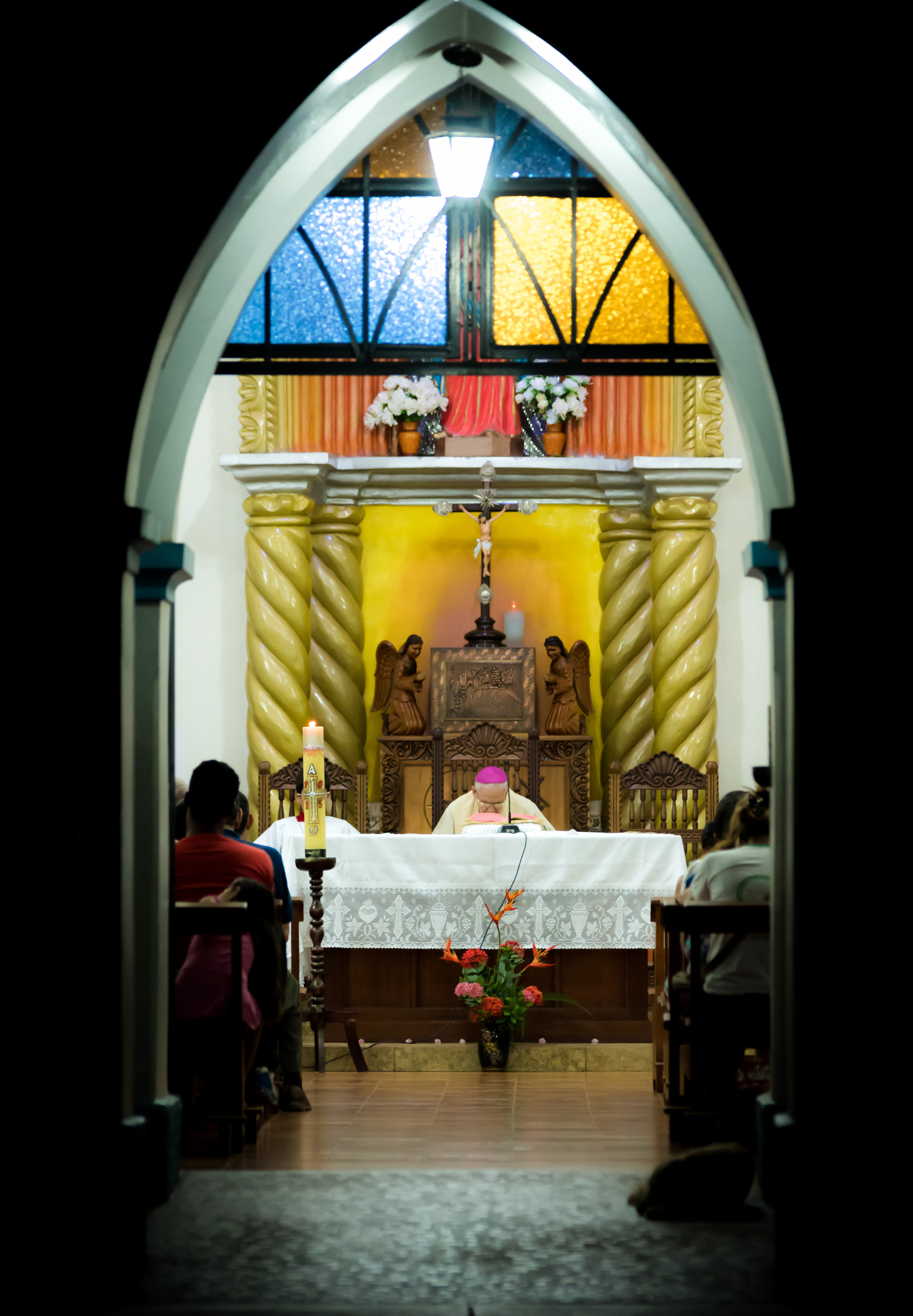
Interior de la iglesia de Nuestra Señora del Perpetuo Socorro, Guajará-Mirim

La diócesis tiene 91 282 km² y extiende su jurisdicción sobre los fieles católicos de rito latino residentes en 10 municipios del estado de Rondonia: Guajará-Mirim, Cabixi, Cerejeiras, Colorado do Oeste, Corumbiara, Costa Marques, Nova Mamoré, Pimenteiras do Oeste, São Francisco do Guaporé y Seringueiras. El territorio diocesano comprende además los municipios de Alta Floresta d'Oeste y Alto Alegre dos Parecis, que son corrientemente administrados por la diócesis de Ji-Paraná.
La sede de la diócesis se encuentra en la ciudad de Guajará-Mirim, en donde se halla la Catedral de Nuestra Señora del Seringueiro. En Costa Marques se encuentra la basílica menor del Espíritu Santo.
En 2021 en la diócesis existían 13 parroquias agrupadas en 3 regiones pastorales.

## Historia
La prelatura territorial de Guajará-Mirim fue erigida el 1 de marzo de 1929 con la bula Animarum cura del papa Pío XI, obteniendo el territorio de la prelatura territorial de Porto Velho (hoy arquidiócesis) y de la diócesis de São Luiz de Cáceres.
Originalmente sufragánea de la arquidiócesis de Belém do Pará, el 16 de febrero de 1952 pasó a formar parte de la provincia eclesiástica de la arquidiócesis de Manaos.
El 3 de enero de 1978 cedió una parte de su territorio para la erección de la prelatura territorial de Vila Rondônia (hoy diócesis de Ji-Paraná) mediante la bula Tametsi munus del papa Pablo VI.
El 16 de octubre de 1979 la prelatura territorial fue elevada a diócesis con la bula Cum praelatura del papa Juan Pablo II.
El 4 de octubre de 1982 se convirtió en sufragánea de la arquidiócesis de Porto Velho.

## Estadísticas
Según el Anuario Pontificio 2022 la diócesis tenía a fines de 2021 un total de 118 400 fieles bautizados.
| Año                                                                             | Población            | Población | Población      | Sacerdotes | Sacerdotes    | Sacerdotes    | Bautizados por sacerdote | Diáconos permanentes | Religiosos | Religiosos | Parroquias |
| Año                                                                             | Bautizados católicos | Total     | % de católicos | Total      | Clero secular | Clero regular | Bautizados por sacerdote | Diáconos permanentes | Varones    | Mujeres    | Parroquias |
| ------------------------------------------------------------------------------- | -------------------- | --------- | -------------- | ---------- | ------------- | ------------- | ------------------------ | -------------------- | ---------- | ---------- | ---------- |
| 1950                                                                            | 10 000               | 15 000    | 66.7           | 6          |               | 6             | 1666                     |                      | 6          | 7          | 4          |
| 1966                                                                            | 25 200               | 30 000    | 84.0           | 7          | 5             | 2             | 3600                     |                      | 4          | 10         | 3          |
| 1968                                                                            | ?                    | 30 200    | ?              | 6          | 4             | 2             | ?                        |                      | 4          | 11         | 3          |
| 1976                                                                            | 32 000               | 40 000    | 80.0           | 6          | 4             | 2             | 5333                     |                      | 10         | 14         | 3          |
| 1980                                                                            | 65 600               | 82 400    | 79.6           | 6          | 5             | 1             | 10 933                   |                      | 2          | 11         | 5          |
| 1990                                                                            | 170 000              | 186 000   | 91.4           | 15         | 2             | 13            | 11 333                   |                      | 15         | 33         | 18         |
| 1999                                                                            | 169 000              | 243 000   | 69.5           | 20         | 8             | 12            | 8450                     |                      | 14         | 45         | 11         |
| 2000                                                                            | 188 000              | 246 000   | 76.4           | 22         | 10            | 12            | 8545                     |                      | 14         | 41         | 11         |
| 2001                                                                            | 179 350              | 211 000   | 85.0           | 20         | 10            | 10            | 8967                     |                      | 12         | 44         | 11         |
| 2002                                                                            | 119 250              | 170 250   | 70.0           | 19         | 10            | 9             | 6276                     |                      | 11         | 47         | 11         |
| 2003                                                                            | 125 579              | 167 438   | 75.0           | 18         | 9             | 9             | 6976                     |                      | 11         | 50         | 11         |
| 2004                                                                            | 135 666              | 203 500   | 66.7           | 17         | 8             | 9             | 7980                     |                      | 10         | 54         | 11         |
| 2006                                                                            | 130 200              | 218 500   | 59.6           | 14         | 5             | 9             | 9300                     |                      | 10         | 37         | 14         |
| 2013                                                                            | 145 500              | 242 000   | 60.1           | 26         | 20            | 6             | 5596                     | 4                    | 7          | 59         | 12         |
| 2016                                                                            | 113 580              | 199 180   | 57.0           | 18         | 13            | 5             | 6310                     | 11                   | 5          | 36         | 13         |
| 2019                                                                            | 116 540              | 203 440   | 57.3           | 22         | 19            | 3             | 5297                     | 11                   | 14         | 33         | 13         |
| 2021                                                                            | 118 400              | 206 600   | 57.3           | 10         | 9             | 1             | 11 840                   | 11                   | 2          | 27         | 13         |
| Fuente: Catholic-Hierarchy, que a su vez toma los datos del Anuario Pontificio. |                      |           |                |            |               |               |                          |                      |            |            |            |

## Episcopologio
- Sede vacante (1929-1945)

- [nota 1] Xavier Rey, T.O.R. † (19 de mayo de 1945-12 de marzo de 1966 renunció)
- Luiz Roberto Gomes de Arruda, T.O.R. † (12 de marzo de 1966 por sucesión-3 de noviembre de 1978 renunció)
- Geraldo Verdier[nota 2]† (31 de julio de 1980-8 de diciembre de 2011 renunció)
- Benedito Araújo, por sucesión el 8 de diciembre de 2011